# 塩狩峠記念館
塩狩峠記念館（しおかりとうげきねんかん）は、北海道上川郡和寒町字塩狩にある、旧民家を利用した記念館。現地ゆかりの小説『塩狩峠』作者である三浦綾子の旧宅を部分移築して開設された。

## 概要
建物は、元は1961年に旭川市内に建てられた店舗兼用の住宅だった。三浦は1971年までこの建物で暮らし、その間の1964年に『氷点』を発表、小説家となる。1993年に老朽化により解体されたが、周囲からの保存を望む声に三浦が同意し、資材は保管されていた。
『塩狩峠』の舞台となった和寒町が100年記念事業の一環として、塩狩峠での復元を決め、1999年に開館した。式典には最晩年の三浦も夫ともに出席した。
敷地面積は250.8平方ｍ（うち三浦邸の復元面積111平方m）。12月から3月までは休館となるが、『塩狩峠』主人公のモデルとなった長野政雄の命日である2月28日は臨時開館する。